# Алиды
Али́ды (араб. العلويون‎) — потомки Али ибн Абу Талиба . Алидское движение породило мистическое учение шиитов, проповедующих божественность власти имама . В ходе вооружённой борьбы, различным ветвям Алидов удавалось прийти к власти в разных регионах исламского мира таких как Марокко, Северная Африка, Ближний Восток, Йемен и Иран.

## Основатель
По преданию у Али было много детей — 14 (или 18) сыновей и 19 (или 17) дочерей от 8 или 9 жён. Самыми известными сыновьями Али были сыновья Хасан и Хусейн от Фатимы, дочери пророка Мухаммеда, и Мухаммад ибн аль-Ханафия от Хавля бинт Джафар из племени бану ханифа. Именно эти три ветви претендовали на верховную власть в Халифате. Девять из двенадцати имамов, признанных шиитами-имамитами, дала ветвь Хусейна.

## История
На протяжении почти всей истории ислама Алиды или их приверженцы вели вооружённую и идеологическую борьбу против властей Халифата и других мусульманских государств. Сторонники Алидов отстаивали исключительные права рода Али на имамат и верили, что с их приходом к власти на земле воцарится царство покоя и справедливости. Алидское движение породило мистическое учение шиитов, проповедующих божественность власти имама. Шииты придавали особое значение миссии «сокрытого» имама — потомка Али, который не умер и должен был вернуться и возглавить шиитов. Каждая шиитская секта видела «сокрытым» имамом своего лидера.
В настоящее время многочисленные потомки Алидов живут во всех исламских странах. Их называют сеидами или шарифами. Могилы наиболее известных Алидов являются объектом паломничества для шиитов всего мира.

## Алидские династии
В ходе вооружённой борьбы, различным ветвям Алидов удавалось прийти к власти в разных регионах исламского мира. Имаматы во главе с Алидами возникали в Марокко (Идрисиды), Северной Африке и Ближнем Востоке (Фатимиды), Йемене (Рассиды, Зейдиты) и Табаристане (Зейдиты).
| Династия           | Страна                                                                                | Годы правления                                      | Основатель династии |
| ------------------ | ------------------------------------------------------------------------------------- | --------------------------------------------------- | --- |
| Сулейманиды        | Тлемсен и Тенес (эмиры)                                                               | 786—953/4                                           | Сулейман ибн Абдаллах (правнук Хасана ибн Али) |
| Идрисиды           | Марокко (халифы)                                                                      | 789—974 (с перерывами)                              | Идрис ибн Абдаллах (правнук Хасана ибн Али) |
| Алавиды            | Табаристан (эмиры)                                                                    | 864—928 (с перерывами)                              | Хасан ибн Зейд (потомок Хасана ибн Али в 6-м поколении) Хасан ибн Али (потомок Хусейна ибн Али в 6-м поколении) |
| Бану Ухайдир       | Аравия (эмиры Ямамы)                                                                  | 867—1051                                            | Мухаммед ибн Юсуф (потомок Хасана ибн Али в 5-м поколении) |
| Рассиды (Зейдиты)  | Йемен (имамы)                                                                         | 897—1281                                            | Яхья ибн Хусейн (потомок Хасана ибн Али в 7-м поколении) |
| Фатимиды           | Ифрикия (халифы) Египет (халифы)                                                      | 909—1048 969—1171                                   | Убейдаллах ибн Мухаммед (потомок Хусейна ибн Али в 9-м поколении) |
| Мусабиты           | Мекка (эмиры и шерифы)                                                                | 967—1063                                            | Джафар ибн Абдуллах ибн Мухаммад ибн Муса ибн Абдуллах ибн Муса ибн Абдуллах ибн Хасан ибн Хасан |
| Хаммудиды          | Альхесирас (эмиры) Кордова (халифы) Малага (эмиры)                                    | 1013—1058 1016—1023, 1025—1027 1026—1057            | Али ибн Хаммуд (потомок Мухаммада I ибн Идриса из династии Идрисидов в 7-м поколении) |
| Хашимиты           | Мекка (эмиры и шерифы) Хиджаз (короли) Ирак (короли) Сирия (короли) Иордания (короли) | 1201—1916 1906—1934 1920—1958 1920—1920 1920—…      | Абу-л-Азиз Катада ибн Идрис ибн Мутайн ибн Абдул-Карим ибн Иса ибн Хусейн ибн Али ибн Абдуллах ибн Мухаммад Абу Джафар эмир Мекки (967-980) из династии Мусабитов Хусейн ибн Али (потомок Хасана ибн Али в 37-м поколении) Абдаллах ибн Хусейн (сын Хусейна ибн Али) Фейсал ибн Хусейн (сын Хусейна ибн Али) Абдаллах ибн Хусейн (сын Хусейна ибн Али) |
| Сулейманиды        | Йемен (эмиры Тихамы и Асира)                                                          | 1063/9—конец XVI века                               | Хамза ибн Ваххас (потомок Сулеймана ибн Абдаллаха, прапраправнука Хасана ибн Али) |
| Махдиды            | Йемен (эмиры Забида)                                                                  | 1137—1174                                           | Али ибн аль-Махди ар-Руайни аль-Химйари (объявил себя потомком Али и исламским пророком) |
| клан Исаак         | Сомали (шейхи)                                                                        | ок. 1200—…                                          | Исаак ибн Ахмад |
| клан Мусе          | Сомали (шейхи)                                                                        | ок. 1200—…                                          | Муса ибн Мухаммед |
| Джути              | Марокко (султан)                                                                      | 1465—1472                                           | Мухаммед ибн Али (потомок Идриса II из династии Идрисидов) |
| Саадиты            | Марокко (султаны)                                                                     | 1509—1659                                           | Абу Абдаллах аль-Каим (потомок Мухаммеда ан-Нафса аз-Закийи, внука Хасана ибн Али) |
| Касимиды (Зейдиты) | Йемен (имамы и короли)                                                                | 1597—1962                                           | Касим ибн Мухаммед (потомок Юсуфа ибн Яхьи из династии Рассидов) |
| Алауиты            | Марокко (султаны и короли)                                                            | 1631—…                                              | Мухаммед I ибн Али (потомок Хасана ибн Али в 29-м поколении) |
| Касимиды           | Аль-Кавасим (шейхи) Шарджа (эмиры) Рас-эль-Хайма (эмиры) Кальба (эмиры) Дибба (эмиры) | до 1700—1866 1866—… 1871—1951 1871—1951             | Рахман I ибн Матар Халид I ибн Султан (прапраправнук Рахмана I) Ибрагим I ибн Султан (прапраправнук Рахмана I) Меджид I ибн Султан (прапраправнук Рахмана I) Ахмед I ибн Султан (прапраправнук Рахмана I) |
| Хусейниды          | Тунис (беи и король)                                                                  | 1705—1957                                           | Хусейн ибн Али (потомок Яхьи I ибн Али из династии Хаммудидов) |
| Идрисиды           | Асир (эмиры)                                                                          | 1906—1934                                           | Мухаммед ибн Али (потомок Идриса II из династии Идрисидов) |
| Сенусси            | Киренаика (эмир) Триполитания (эмир) Ливия (король)                                   | 1916—1923, 1949—1951 1922—1923, 1947—1951 1951—1969 | Идрис ибн Мухаммед (потомок Али I ибн Умара из династии Идрисидов в 35-м поколении) |